# Barletta (incrociatore ausiliario)
Il Barletta è stato un incrociatore ausiliario della Regia Marina ed una motonave passeggeri italiana.

## Storia

### Il servizio come nave mercantile e la guerra di Spagna
Costruita tra il marzo ed il novembre 1931 nei Cantieri Riuniti dell'Adriatico di Monfalcone (numero di costruzione ed assemblaggio 248, numero di completamento 208) unitamente alle gemelle Adriatico, Brindisi, Brioni, Zara, Lero e Monte Gargano, l'unità era originariamente una motonave mista da 1974,69 (per altre fonti 1975) tonnellate di stazza lorda e 1069,02 tonnellate di stazza netta. Quattro stive della capienza di 1722 metri cubi permettevano una portata lorda di 1231 (o 1220, o 1240) tonnellate, mentre nelle cabine potevano trovare posto in tutto 82 passeggeri (per altre fonti 68, ovvero 22 in prima classe, 24 in seconda e 22 in terza). Due motori diesel FIAT, della potenza complessiva di 3300 hp (per altre fonti 2200 o 2800), consumando 11,5 tonnellate di carburante (con una scorta complessiva di 1250 t) al giorno, azionavano due eliche (per altre fonti una sola), consentendo una velocità di 14,5 (per altre fonti 14 o 15,8) nodi.
Iscritta con matricola 57 al Compartimento marittimo di Bari, la nave apparteneva inizialmente alla Puglia Società anonima di navigazione a vapore (con sede a Bari). Il 21 marzo 1932 la società Puglia confluì, insieme ad alcune altre compagnie di navigazione adriatiche, nella Società di Navigazione San Marco, con sede a Venezia, che il 4 aprile di quello stesso anno divenne Compagnia Adriatica di Navigazione. La società avrebbe poi definitivamente cambiato nome, il 1º gennaio 1937, in Adriatica Società Anonima di Navigazione. La Barletta seguì quindi tali mutamenti di proprietario, entrando infine a far parte della flotta dell'Adriatica.
Nei suoi primi anni la motonave svolse servizio di trasporto merci e passeggeri sulla linea n. 42, tra la costa italiana dell'Adriatico, la Dalmazia e l'Albania.
La nave operò per conto dell'Adriatica sino al 1936, quando venne requisita dalla Regia Marina, armata e trasformata in incrociatore ausiliario. Secondo alcune fonti il servizio di linea proseguì comunque sino al 7 marzo 1937.

La Barletta durante il servizio civile, in navigazione nelle acque del Pireo. Sul fumaiolo si può notare il leone di San Marco, emblema della società Adriatica.

Il 20 aprile 1937 la nave, agli ordini del capitano di vascello della riserva Raffaele Lauro, venne dislocata a Palma di Maiorca con compiti di pattugliamento delle coste iberiche, nell'ambito della guerra civile spagnola, alternandosi in tale ruolo con la gemella Adriatico. Il 25 o 26 maggio dello stesso anno, mentre era all'ormeggio a Maiorca, il Barletta fu centrato da una bomba durante un attacco aereo da parte dell'aviazione repubblicana: lo scoppio uccise alcuni uomini. Il numero delle vittime è indicato, a seconda delle fonti, in quattro membri dell'equipaggio, sei ufficiali o sette persone oltre a numerosi feriti.
Pochi giorni dopo, a fine maggio, la nave venne trasferita, scortata, a La Spezia (ove giunse il 28 maggio) e sottoposta alle necessarie riparazioni, dopo di che, nell'agosto 1937, ricevette il nome fasullo di Rio e, con bandiera spagnola, fu dislocata a Favignana, per impedire a navi che trasportassero rifornimenti per le truppe spagnole repubblicane di attraversare il Canale di Sicilia.
Nell'ambito di tale incarico, il 31 agosto 1937, il Barletta/Rio abbandonò la propria zona di pattugliamento ed intercettò e catturò, a settentrione dello stretto di Messina, la nave cisterna greca (ma battente bandiera britannica) Burlington, poi consegnata a navi franchiste. Il 21 settembre 1937 l'unità terminò le proprie missioni di pattugliamento nel canale di Sicilia e dal 10 novembre fu di base a Tobruk, per controllare il transito di naviglio repubblicano nel bacino orientale del Mediterraneo. Nel corso della guerra di Spagna il Barletta/Rio svolse complessivamente quattro missioni di vigilanza/intercettazione.
Nel 1938 la motonave venne restituita alla società Adriatica e riprese il servizio civile, viaggiando sulle linee 43 e 43 B, che univano Venezia, Bari, Rodi, Smirne, Grecia, Albania, Dalmazia e Turchia.
Dal gennaio al marzo 1939 la Barletta, nuovamente requisita (o noleggiata), venne impiegata come trasporto verso la Spagna, compiendo sei viaggi (tre da La Spezia a Cadice e tre da Genova a Barcellona) e trasportando in tutto 857 uomini e 2172 tonnellate di provviste destinate alla popolazione civile.
Il 25 marzo 1939 la nave riprese il servizio di trasporto merci e passeggeri, ma solo per breve tempo: già il 6 aprile, infatti, nuovamente requisita, lasciò Brindisi per Durazzo e partecipò con funzioni di nave comando alle operazioni per l'occupazione dell'Albania.
Il 2 agosto dello stesso anno la nave tornò in servizio civile sulla rotta Venezia-Trieste-Brindisi-Bari-Lero-Calino-Coo-Rodi-Alessandria d'Egitto.

### La seconda guerra mondiale

#### 1940

Il Barletta probabilmente all'inizio della seconda guerra mondiale

Il 12 maggio 1940 il Barletta venne nuovamente requisito dalla Regia Marina mentre si trovava a Durazzo. Iscritto in pari data nel ruolo del naviglio ausiliario dello Stato come incrociatore ausiliario, il bastimento ricevette la sigla D 16 e venne sottoposto a lavori di trasformazione in seguito ai quali ebbe un armamento composto da due cannoni da 102/45 Mod. 1917, 4 mitragliere da 13,2 mm e ferroguide per il trasporto e la posa di 60 mine. La nave ricevette il nome in codice di Berlina.
Il 6 giugno 1940, terminati i lavori di conversione, l'unità venne impiegata come posamine ed effettuò la posa di campi minati al largo di Gallipoli, Santa Maria di Leuca e Durazzo. Il 10 giugno, data dell'ingresso dell'Italia nella seconda guerra mondiale, il Barletta era inquadrato, in qualità di posamine, nel Gruppo Navi Ausiliarie Dipartimentali del Dipartimento Militare Marittimo «Jonio e Basso Adriatico», con base a Taranto.
Tra il 6 giugno e gli inizi di luglio il Barletta, insieme al posamine Vieste, all'anziano incrociatore Taranto ed ai vetusti cacciatorpediniere Carlo Mirabello e Augusto Riboty, partecipò alla posa, nelle acque del Golfo di Taranto, del Basso Adriatico e dell'Albania, di 37 campi minati per totali 2335 mine, tra cui 28 antisommergibile. Il 7 luglio la nave lasciò Brindisi e, inviata in Libia, iniziò a posare nuovi sbarramenti di mine, stavolta nelle acque di Bengasi e Tripoli, facendo ritorno in Italia il 12 agosto. Nel corso di tali operazioni (specie a Tobruk) la nave, insieme ai cacciatorpediniere Turbine, Nembo, Euro ed Aquilone, posò 14 campi minati per un totale di 540 ordigni.
A partire dal 5 settembre 1940 ebbe inizio per il Barletta l'attività di scorta ai convogli: dapprima impiegato sulla rotta Bari-Durazzo con occasionali scorte anche per Tobruk e Bengasi, l'incrociatore ausiliario venne poi usato anche nelle acque della Grecia e del Mar Egeo.
Il 24 dicembre la nave, inviata al largo di Brindisi, s'incontrò, insieme alla torpediniera Andromeda, con un convoglio composto dai trasporti truppe Firenze, Argentina ed Italia e dalla motonave Narenta, che, partiti da Bari (Firenze ed Italia, all'una di notte) e Brindisi (Narenta ed Argentina), erano diretti a Valona. Alle 12.25 il convoglio, che si trovava a circa venti miglia da Saseno, venne attaccato dal sommergibile greco Papanikolis: un siluro venne lanciato contro il Barletta, che, avvistata l'arma in tempo, poté evitarla accostando con rapidità. Alle 13.20, tuttavia, il Firenze venne silurato dal Papanikolis in posizione 40°34' N e 19°02' E ed iniziò ad affondare una dozzina di miglia ad ovest/nordovest di Saseno. Grazie all'opera di soccorso del Barletta, che recuperò 874 uomini, e dell’Andromeda, che ne salvò 29, fu possibile limitare le perdite umane a 93 uomini su un totale di 996 imbarcati sul Firenze. Il Barletta riportò alcuni danni a nove ordinate nel corso delle operazioni di soccorso, mentre il Firenze, abbandonato alla deriva, affondò nella notte tra il 24 ed il 25 dicembre.

#### 1941
Tornato in servizio dopo le riparazioni dei danni riportati durante i soccorsi al Firenze, nel gennaio 1941 il Barletta, in uscita dal porto di Brindisi, si scontrò accidentalmente con il piroscafo Merano.
Il 4 maggio il Barletta, insieme alle torpediniere Aretusa, Altair ed Antares, lasciò Brindisi e scortò il convoglio che sbarcò il corpo di spedizione italiano ad Argostoli (Cefalonia).
Nel settembre 1941 il Barletta venne ridislocato a Il Pireo per scortare i mercantili in navigazione nel Mar Egeo, effettuando anche, tra settembre ed ottobre 1942, due missioni alla volta di Tobruk.
Alle 14.30 del 19 settembre il sommergibile britannico Torbay avvistò, in posizione 37°45' N e 23°50' E, il convoglio (motonavi Città di Livorno e Città di Marsala) che il Barletta stava scortando da Suda al Pireo insieme ai vetusti cacciatorpediniere Crispi e Sella. Alle 15.10 il sommergibile lanciò, da circa 3600 metri di distanza, quattro siluri contro il convoglio: alle 15.15 il Crispi avvistò le scie dei siluri, permettendo così al convoglio di eludere l'attacco. La scorta lanciò poi 14 bombe di profondità contro il Torbay, che tuttavia ne uscì indenne.
Nel pomeriggio del 19 ottobre 1941 la motonave armata salpò dal Pireo di scorta, insieme alle torpediniere Lupo, Altair e Monzambano, ad un convoglio di quattro mercantili (Città di Agrigento, Città di Marsala, Salzburg, Tagliamento) diretti a Candia. Nella sera dello stesso giorno, alle 19.30, l’Altair urtò nel Golfo Saronico una mina posata undici giorni prima dal sommergibile britannico Rorqual e perse la prua, immobilizzandosi con incendi a bordo. Barletta e Monzambano proseguirono scortando a destinazione il resto del convoglio, mentre la Lupo si affiancò all'unità danneggiata e ne trasbordò l'equipaggio (furono salvati 124 uomini su un totale di 139 che erano a bordo della torpediniera), tentandone poi il rimorchio. Non ci fu tuttavia niente da fare ed alle 2.47 di notte del 20 ottobre l’Altair affondò in posizione 34°45' N e 23°52' E (Golfo di Atene). Sullo stesso banco di mine affondò lo stesso giorno anche un'altra torpediniera, l’Aldebaran, uscita dal Pireo per soccorrere l’Altair.
Nel dicembre (per altre fonti febbraio) 1941 il Barletta s'incagliò a ponente di Eubea (golfo di Salonicco).

#### 1942

Il Barletta fotografato nel maggio 1942

Il 17 gennaio 1942 la nave ausiliaria lasciò il Pireo per scortare a Suda, insieme alle torpediniere Lupo e Cassiopea ed all'unità scorta tedesca Drache, i piroscafi Città di Savona, Città di Alessandria e Livorno (quest'ultimo tedesco): il giorno seguente il sommergibile HMS Porpoise attaccò il convoglio in posizione 35°32' N e 24°21' E, senza tuttavia provocare danni (non è da confondersi con il Livorno del convoglio in questione il mercantile italiano Città di Livorno, che lo stesso giorno saltò su mine posate dallo stesso Porpoise al largo di Creta).
Dal 2 al 3 luglio 1942 il Barletta ed il posamine ausiliario tedesco Bulgaria effettuarono la posa di un campo minato a Zylakes (Grecia) protetti dalle torpediniere Lupo e Cassiopea e dal cacciatorpediniere tedesco Hermes.
Il 7 agosto l'unità stava scortando al largo di Creta, insieme alle anziane torpediniere Calatafimi e Monzambano, il grosso piroscafo tedesco Wachtfels, quando questo venne silurato ed affondato dal sommergibile HMS Proteus.
All'una del pomeriggio del 16 settembre la nave lasciò Suda diretta a Tobruk con un carico di benzina in fusti, scortata dal cacciatorpediniere Nicoloso da Recco. Dopo aver eluso un attacco aereo notturno ed un tentativo di siluramento da parte del sommergibile HMS Taku, il Barletta giunse a destinazione alle undici del 17 settembre.
Alle 18.30 del 22 novembre 1942 l'incrociatore ausiliario salpò da Palermo scortato dalla moderna torpediniera Groppo e diretto a Biserta, con arrivo previsto per le 13 del 23 novembre. Alle 12.20 del 23 novembre, mentre era in navigazione circa tre miglia a nord di Capo Blanc, in posizione 38°31' N e 12°01' E, il Barletta venne infruttuosamente attaccato con dei siluri dal sommergibile britannico Utmost. Dopo l'arrivo a Biserta la nave proseguì per Tunisi, dove giunse alle otto di quella sera.
Tra il 29 ed il 30 novembre il Barletta, insieme al cacciatorpediniere Antonio da Noli, posò due tratti dei campi minati S 91 ed S 92, con rispettivamente 172 e 154 mine.
Il 12 dicembre 1942 la nave fece ritorno a Taranto. Facendo base nel porto pugliese, l'unità venne impiegata per un breve lasso di tempo nella scorta al traffico da e per la Tunisia, prima di essere sottoposta a lavori nell'Arsenale di Taranto.

#### 1943

Un'altra immagine del Barletta in servizio come incrociatore ausiliario

Il 3 aprile 1943, ultimati i lavori, il Barletta venne nuovamente inviato in Egeo, svolgendo sia missioni di scorta convogli che di posa di campi minati al largo della Puglia e delle Isole Ionie.
Tra il 19 luglio ed il 4 settembre 1943, mentre si faceva sempre più probabile uno sbarco angloamericano sulle coste italiane, il Barletta, insieme all'incrociatore ausiliario Francesco Morosini ed agli incrociatori leggeri Luigi Cadorna e Scipione Africano, partecipò alla posa di 11 campi minati, per un totale di 1591 mine, nel Golfo di Taranto.
L'annuncio dell'armistizio sorprese la nave nella propria città eponima, Barletta, che rimase sotto il controllo delle truppe italiane ed alleate, evitandone così la perdita.
L'8 ottobre 1943 il Barletta fece parte del primo convoglio italiano per conto degli Alleati, partito da Augusta e diretto ad Algeri. Al rientro da questa missione, l'incrociatore ausiliario fece ritorno a Taranto il 17 ottobre. Otto giorni dopo, il 25 ottobre, il Barletta venne radiato dai ruoli del naviglio ausiliario dello Stato.
Nella sera del 2 dicembre 1943 la nave era all'ancora vicino al vecchio molo foraneo di Bari, quando, a partire dalle 19.15 (o 19.30), il porto pugliese fu sottoposto ad un pesante bombardamento da parte di una cinquantina di Junker Ju 88 della Luftwaffe, che vi affondò o danneggiò in maniera irreparabile tra le 17 e le 28 navi (una delle quali, la John Harvey, carica di bombe all'iprite, che esplosero sprigionando gas tossici nell'area portuale). Una prima salva di bombe cadde a proravia del Barletta, provocando un incendio a prua, vicino al deposito munizioni, poi, verso le 19.45, l'unità venne centrata da varie bombe specie sul fianco rivolto verso il mare. L'equipaggio, guidato dal direttore di macchina, tentò di domare le fiamme che minacciavano seriamente il deposito munizioni di prua mediante le manichette e sette estintori, ma alle 21.15 il Barletta fu coinvolto nell'esplosione di un mercantile ormeggiato nelle vicinanze, che peggiorò ancora la situazione, provocando lo scoppio delle riservette. Alla fine il deposito munizioni s'incendiò ed esplose, danneggiando fatalmente la motonave italiana, che intorno alle nove del mattino del 3 dicembre si abbatté su un fianco ed affondò nelle acque del porto.
Tra l'equipaggio civile militarizzato si ebbero 4 morti e 4 feriti e tra quello militare 22 morti, 14 dispersi e 40 feriti: in totale tra l'equipaggio del Barletta si ebbero quindi a lamentare 40 morti e 44 feriti.

### La ricostruzione e gli ultimi anni
I lavori di recupero del relitto, che giaceva sbandato di 87° in dodici metri d'acqua, ebbero inizio nel maggio 1945 e terminarono nel settembre del 1948.
Nell'ottobre 1948 il relitto del Barletta, rimesso a galla, venne trainato a Trieste per essere ricostruito. Il 25 settembre 1949 la nave tornò in servizio come motonave passeggeri, con una stazza lorda di 1966 tsl, una stazza netta di 1060 tsn, una portata lorda di 1240 tpl ed una capacità di 82 passeggeri (32 in prima classe, 24 in seconda e 26 in terza), ricominciando ad effettuare servizio di linea per la società Adriatica: il primo viaggio, sulla tratta Trieste-Venezia-Bari-Il Pireo-Istanbul-Smirne, ebbe inizio il 1º ottobre 1949.
Nel 1951 l'Adriatica S. A. di Navigazione divenne Adriatica S.p.A. di Navigazione. Nel 1956 la Barletta venne destinata ad un'altra linea, che toccava Trieste, Venezia, la Dalmazia, il Pireo, Heraklion e Calamata.
Il 9 (o 18) settembre 1962 l'anziana motonave venne posta in disarmo nel porto di Trieste e nel 1963 venne smantellata in tale città dalla società SIDEMAR.

## Galleria d'immagini

12 settembre 1931: il varo della Barletta.
La motonave nel Bacino di San Marco a Venezia.
Il Barletta in un periodo di disarmo.
L’unità fotografata in uso come nave mercantile, probabilmente a Venezia.